# Garde côtière du Cap-Vert
La garde côtiére du Cap-Vert ((pt) Guarda Costeira de Cabo Verde - GC -) est la seule marine militaire du Cap-Vert. 

## Historique

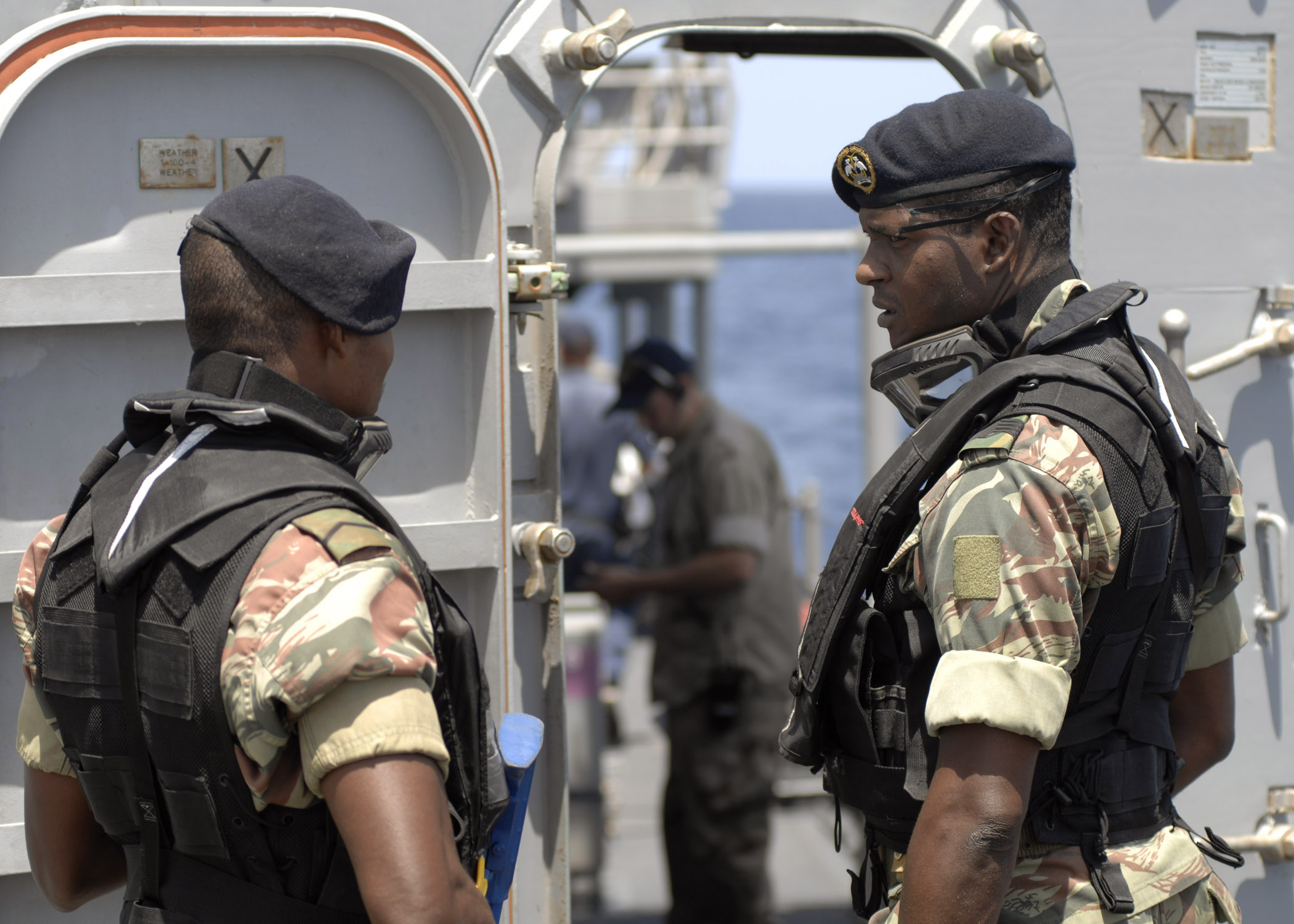
Marins du Cap-Vert lors d'un entrainement en 2011.

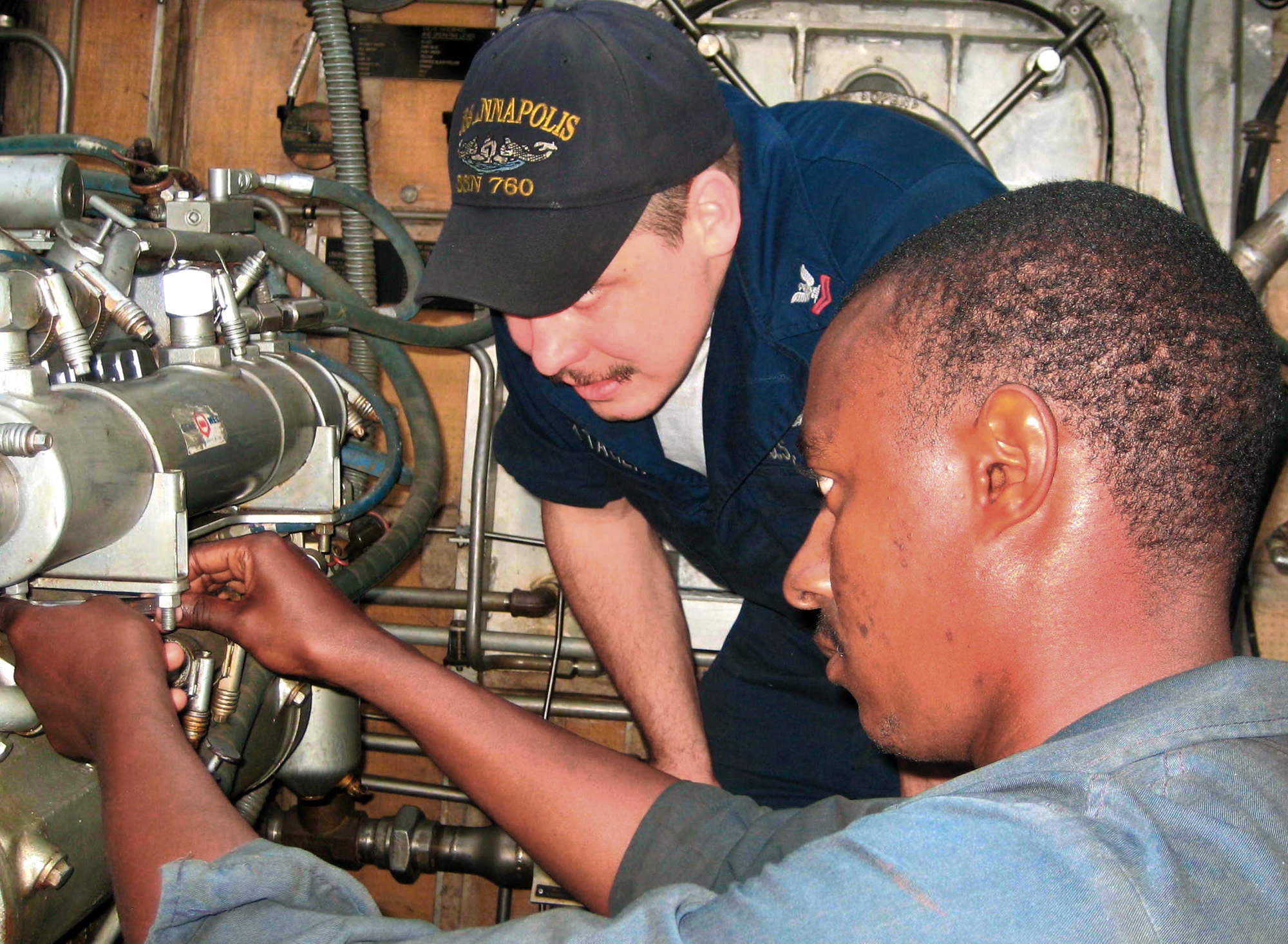
Un garde-cote cap-verdien et un mécanicien de l'US Navy dans la salle des machines du patrouilleur Espadarte en 2007.

La Garde côtiére a été créée en 1993, mais a été institutionnalisé seulement le 11 octobre 2002. 
Elle est l'une des deux composantes des forces armées du Cap-Vert, étant sous le commandement du ministère de la Défense nationale.
Elle dispose, en 2011, de trois bâtiments garde-côtes et de deux vedettes pour surveiller ses 4 200 km de côtes réparties sur les dix îles du Cap-Vert et ses 734 265 km2 de zone économique exclusive. 
En 2001, elle avait un effectif de 130 personnels. Dans les années 2000, alors que les forces armées du Cap-Vert disposait d'un total de 1 200 personnels, elle avait un effectif d'environ 200 personnels, dont 80 fusiliers marins et 10 personnels pour l'aviation navale.
Les fusiliers marins qui faisaient auparavant partie de la garde côtière sont, en 2010, intégré à la garde nationale.
Son commandant depuis le 10 novembre 2009 est le lieutenant-colonel António Duarte Monteiro.

## Organisation
Son quartier-général est à Praia et ses ateliers à Porto Grande dans la ville de Mindelo.
La Garde Côtiére comprend :
- Commandement de la Garde Côtiére
- Centre des opérations de sécurité maritime (COSMAR) inauguré en mai 2010 - Financé par les États-Unis pour lutter entre autres contre le trafic de drogue[6].
- Une escadrille navale
- Une escadrille aérienne

Bien que faisant actuellement parti de la garde nationale, une compagnie de fusiliers marins peut être placé sous le contrôle de la GC dans le renforcement des équipes de surveillance en mer.

## Équipement

### Aviation navale
- Un Dornier 228-100, en service depuis 2000. Après un arrêt de 3 ans pour travaux, a repris son rôle en octobre 2010[1].
- Un avion Embraer EMB 110 Bandeirante, a été livré en 1989 pour la surveillance maritime et n'est plus en service. Il s'agit du 179e avion de ce type construit[7].
- 2 hélicoptères de fabrication chinoise sont attendus pour après 2010 pour le secours en mer, l'offre globale étant de 34 millions d'euros[8].

La formation des pilotes est assurée, en 2003, par l'entreprise allemande Advanced Aviation Logistic GmbH.

### Navires

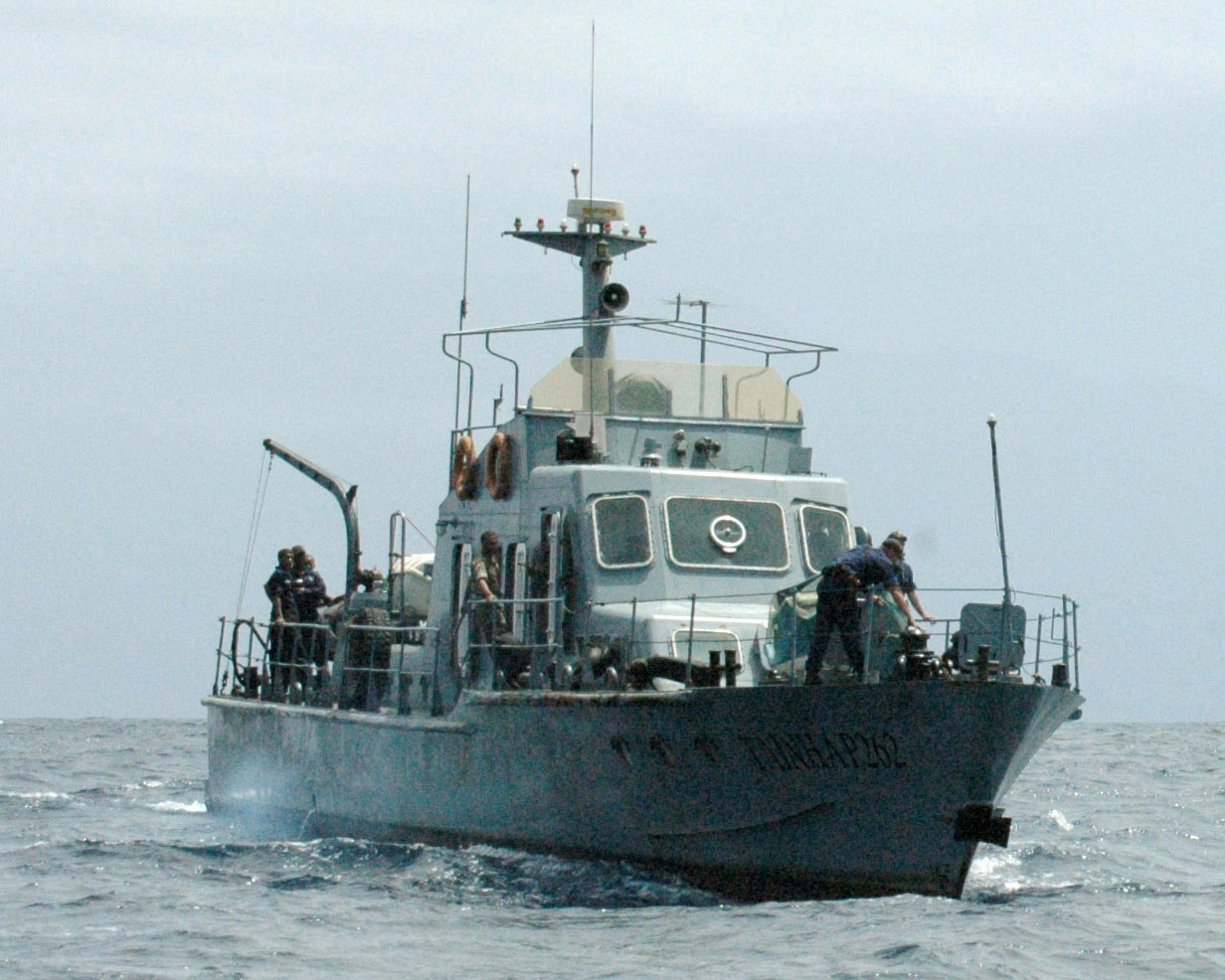
Patrouilleur Tainha (P-262) du Cap-Vert en 2007.

- 1 patrouilleur Vigilante - P-521 (ex-dragueur type Kondor I est-allemand Kühlungsborn, BG 32, ex-GS-07, ex-445)). Commissionné en 1970 par la Volksmarine et transféré au Cap-Vert en septembre 1998. Déplacement : 330 tonnes (360 tonnes pleine charge). Armement : néant. Dispose d'une plate-forme hélicoptère léger à l'arrière.
- 1 vedette Espardate - P-151 de 15,5 mètres (classe 51-foot Mk 4 - construit par Peterson aux États-Unis). Commissionné en 1993. Déplacement : 24 tonnes (pleine charge). Armement : 1 x 2 x Browning M2 de 12,7 mm + 2 x 7,62 mm[10].
- 1 patrouilleur de 55 tonnes Tainha (P-262) (construit par la république populaire de Chine). Acquis après 2006.
- 1 vedette rapide Sea Ray offerte par les États-Unis le 12 mars 2008[11].
- 1 patrouilleur Archangel de 13,5 m donné par les États-Unis. Commissionné le 1er juin 2010. Autonomie : 400 milles marins, vitesse : 35 à 40 nœuds, valeur 1,3 million de dollars[12].
- 1 patrouilleur Stan Patrol SPA 5009 (P-511) de 50,02 m, construit par les chantiers néerlandais de Damen Shipyards[13]. Vitesse : 23 nœuds. Commissionné le 7 janvier 2012[14].
- 3 patrouilleurs classe Zhuk provenant d'URSS et transféré en 1980 ne sont plus en service. Le dernier étant retiré entre 2006 et 2008. Longueur : 23,8 m. Déplacement : 35,9 t. Armement : 2 x 2 NVS 12.7 Utes.